# Polymorphus
Polymorphus är ett släkte av hakmaskar. Polymorphus ingår i familjen Polymorphidae.
Släktet Polymorphus indelas i:
- Polymorphus actuganensis
- Polymorphus acutis
- Polymorphus altmani
- Polymorphus arcticus
- Polymorphus biziurae
- Polymorphus botulus
- Polymorphus cetaceum
- Polymorphus chasmagnathi
- Polymorphus cincli
- Polymorphus contortus
- Polymorphus corynoides
- Polymorphus crassus
- Polymorphus cucullatus
- Polymorphus diploinflatus
- Polymorphus formosus
- Polymorphus gavii
- Polymorphus kenti
- Polymorphus kostylewi
- Polymorphus magnus
- Polymorphus major
- Polymorphus marchii
- Polymorphus marilis
- Polymorphus mathevossianae
- Polymorphus meyeri
- Polymorphus miniatus
- Polymorphus minutus
- Polymorphus obtusus
- Polymorphus paradoxus
- Polymorphus phippsi
- Polymorphus sphaerocephalus
- Polymorphus striatus
- Polymorphus strumosoides
- Polymorphus swartzi
- Polymorphus texensis
- Polymorphus trochus